# انریکه هرتزوگ
انریکه هرتزوگ (انگلیسی: Enrique Hertzog؛ ۱۰ دسامبر ۱۸۹۷ – ۱۸ دسامبر ۱۹۸۱) دیپلمات و سیاستمدار اهل بولیوی بود. او از ۱۰ مارس ۱۹۴۷ تا ۲۲ اکتبر ۱۹۴۹ رئیس‌جمهور بولیوی بود.
انریکه هرتزوگ در ۱۸ دسامبر ۱۹۸۱، در سن ۸۴ سالگی در تبعید در آرژانتین درگذشت.